# Grupo de presión

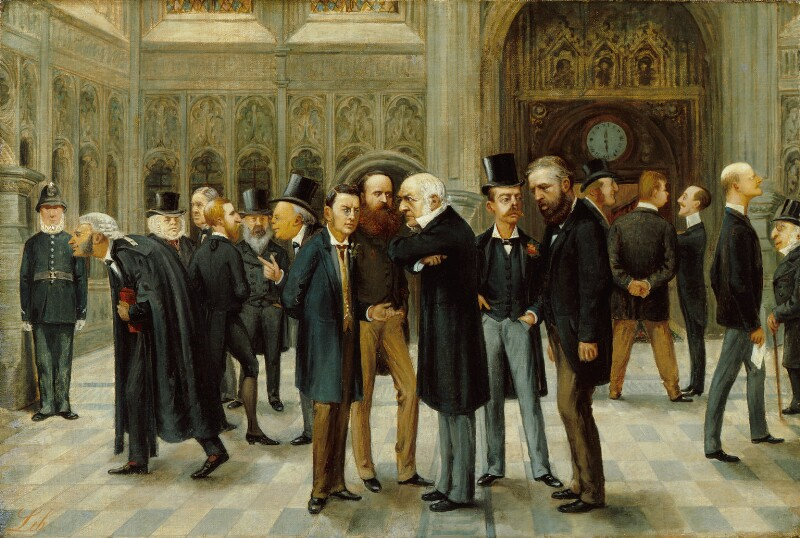
Caricatura de un lobby en la Cámara de los Comunes del Reino Unido a finales del.

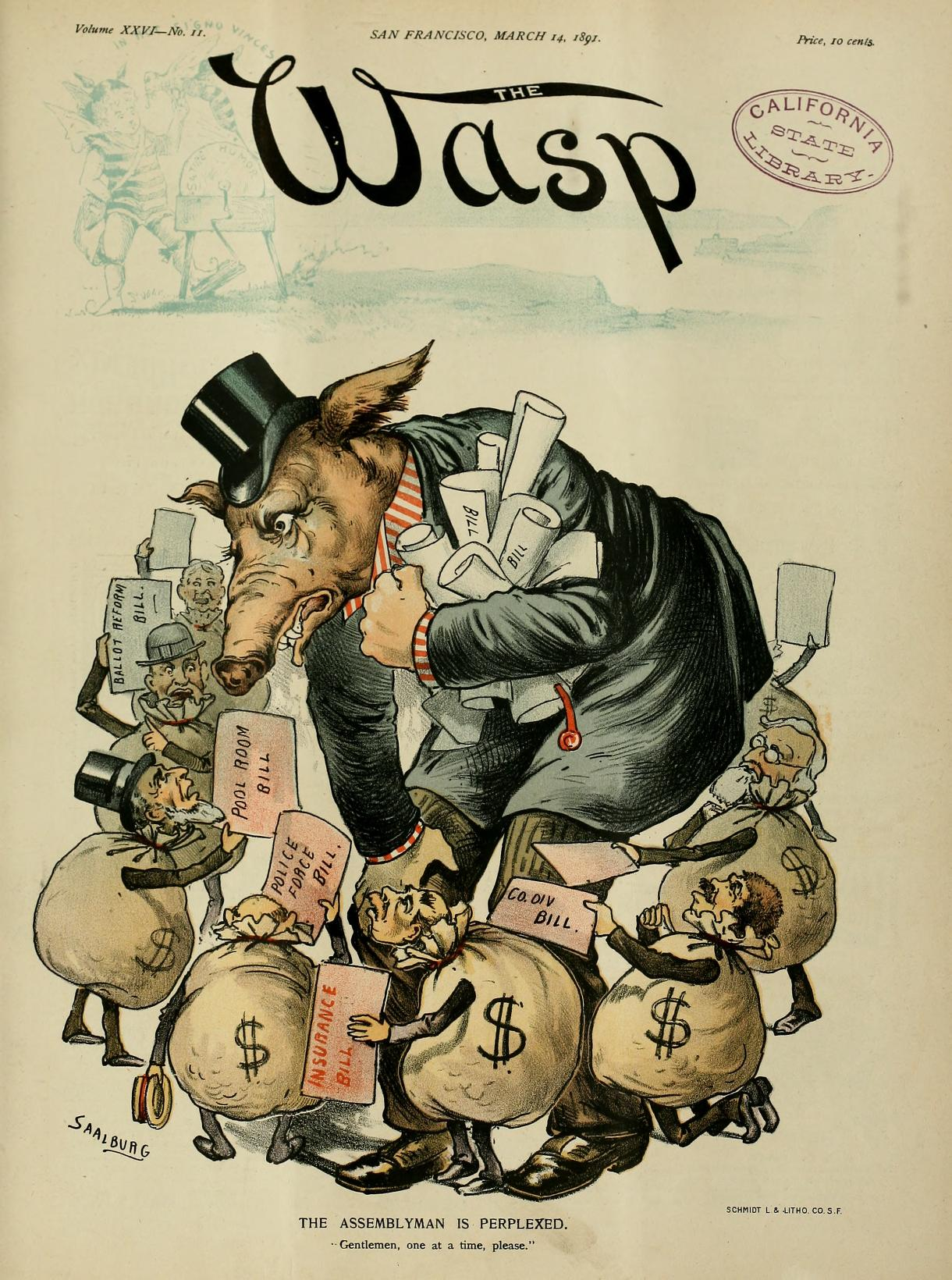
Ilustración de 1891 que caricaturiza el cabildeo de la época en Estados Unidos.

Un grupo de presión, también conocido como grupo de cabildeo o lobby (proveniente del inglés: ‘vestíbulo’, ‘salón de espera’), es un colectivo con intereses comunes que realiza acciones dirigidas a influir ante la administración pública para promover decisiones favorables a los intereses de ese sector concreto de la sociedad. Las primeras utilizaciones políticas de esta locución son del siglo XIX. Se refiere a una organización de personas que, aparte de buscar incidir en las decisiones políticas (como lo hace un grupo de interés), busca el logro de sus intereses, intentando influir por los medios posibles en la opinión pública y su toma de decisiones. Cuando esta adopta la ideología de uno de estos grupos, inevitablemente la difunde a gran escala. Los grupos de presión inciden en la clase política posicionando a su favor, dado que es esta quien decide la conducción social.
La manera de dominar a las masas parte de la demostración de los beneficios de adoptar sus ideas, aunque a veces estas solo benefician al grupo de presión. Sin embargo, estos grupos también pueden presentar beneficios reales para las masas y no solamente para el mismo grupo que ejerce la presión. Badia (1977), que expresa una postura en contra de estos grupos, dice que si no encuentren los cauces adecuados de participación social y política para hacer valer sus intereses o causas, se verán obligados a influir directamente sobre las instituciones del Estado para salvar sus propios fines, o indirectamente, sobre la opinión pública. Además, afirma que "Los grupos de presión no pretenden conquistar el poder, sino influirlo en pro de sus fines particulares. Son grupos sectoriales y no tienen una visión de conjunto, sino parcial de los problemas de la sociedad" (Badia, 1977:11).    
Ya en 1830, el vocablo lobby designaba los pasillos de la Cámara de los Comunes británica donde los grupos de cabilderos, podían venir a discutir con los miembros del Parlamento. También durante la guerra de Secesión estadounidense el general Grant, después del incendio de la Casa Blanca se instaló en el bajo lobby de un hotel, que pronto se llenó de cabilderos. En principio, la actividad del lobby (denominada en inglés: Government Relations o GR) es legal, y lleva ante el poder político las opiniones e intereses de los implicados en las decisiones de los poderes públicos y, en los últimos años se han hecho avances en su regulación, lo que para muchos autores  implica contribuir a su transparencia y normalización. En español se ha usado la palabra «cabildear» (inglés to lobby) para describir la actividad de los grupos de cabildeo y «cabildero» a la persona que realiza dicha actividad.
La actividad de los grupos de presión tiene un vasto historial en Estados Unidos, donde su práctica ha sido entendida como una colaboración necesaria entre la sociedad y los poderes públicos para el ejercicio eficaz de la política. Se atribuye al presidente Kennedy la frase:

Los cabilderos me hacen entender un problema en 10 minutos, mientras que mis colaboradores tardan tres días.

Por otro lado, Dwight Eisenhower, presidente de Estados Unidos, dijo hablando del lobby militar-industrial en su discurso del 17 de enero de 1961:

«En los consejos de gobierno, tenemos que tener cuidado con la adquisición de una influencia ilegítima, deseada o no, por parte del complejo militar-industrial. Existe el riesgo de un desastroso desarrollo de un poder usurpado y [ese riesgo] se mantendrá. No debemos permitir nunca que el peso de esta conjunción ponga en peligro nuestras libertades o los procesos democráticos».

En la Unión Europea los lobbies están regulados a través de un registro público que fue inaugurado en junio de 2008 con el fin de incrementar la transparencia y funcionamiento de las instituciones europeas, e intentar evitar asi los casos de eurodiputados “comprados” por lobbies.
Aunque es cierto que han aparecido a lo largo de los años varios escándalos que se asociaron al cabildeo de los lobbies, su regulación permite establecer ciertas garantías a la hora de interceptar las malas prácticas. Hoy en día se habla cada vez más del poder en ciertos grupos de influencia en el gobierno. Incluso se utiliza el término lobbycracia para referirse a la influencia que ejercen los conglomerados y grupos de interés en la política de centros de decisión como Washington o Bruselas.[cita requerida] En Estados Unidos es, quizás, donde este fenómeno ha llamado más la atención, particularmente a raíz del escándalo de corrupción política relacionado con las actividades del cabildero Jack Abramoff en el Congreso estadounidense. Abramoff fue condenado a prisión por haber participado en el soborno de diversos legisladores. Otro de los escándalos más famosos fue el de Randy «Duke» Cunningham, congresista que recibió fuertes sobornos por parte de contratistas militares.[cita requerida]
El cabildeo es una actividad de la esfera pública cuya práctica es cada vez más recurrente en las democracias modernas, pues se reconoce a la acción de cabildear como una forma profesional de ejercer la libre participación política para incidir en el proceso de toma de decisiones de los actores e instituciones políticas de un país, sin cometer tráfico de influencias.[cita requerida]

## Etimología
En inglés, de donde procede su étimo, lobby significa 'una entrada o sala de espera de un edificio o una oficina'. En el Reino Unido también se usa para designar los salones del parlamento inglés donde los diputados se reúnen con el público. De ahí viene otra palabra inglesa, lobbyist (cabildero), que originalmente se refería a aquellas personas que esperaban a un político en el lobby del parlamento, con intención de influir sus votos. De esta manera, el término lobby acabó por utilizarse para designar a un grupo de cabilderos que trabajan por la misma causa.

## Tipología

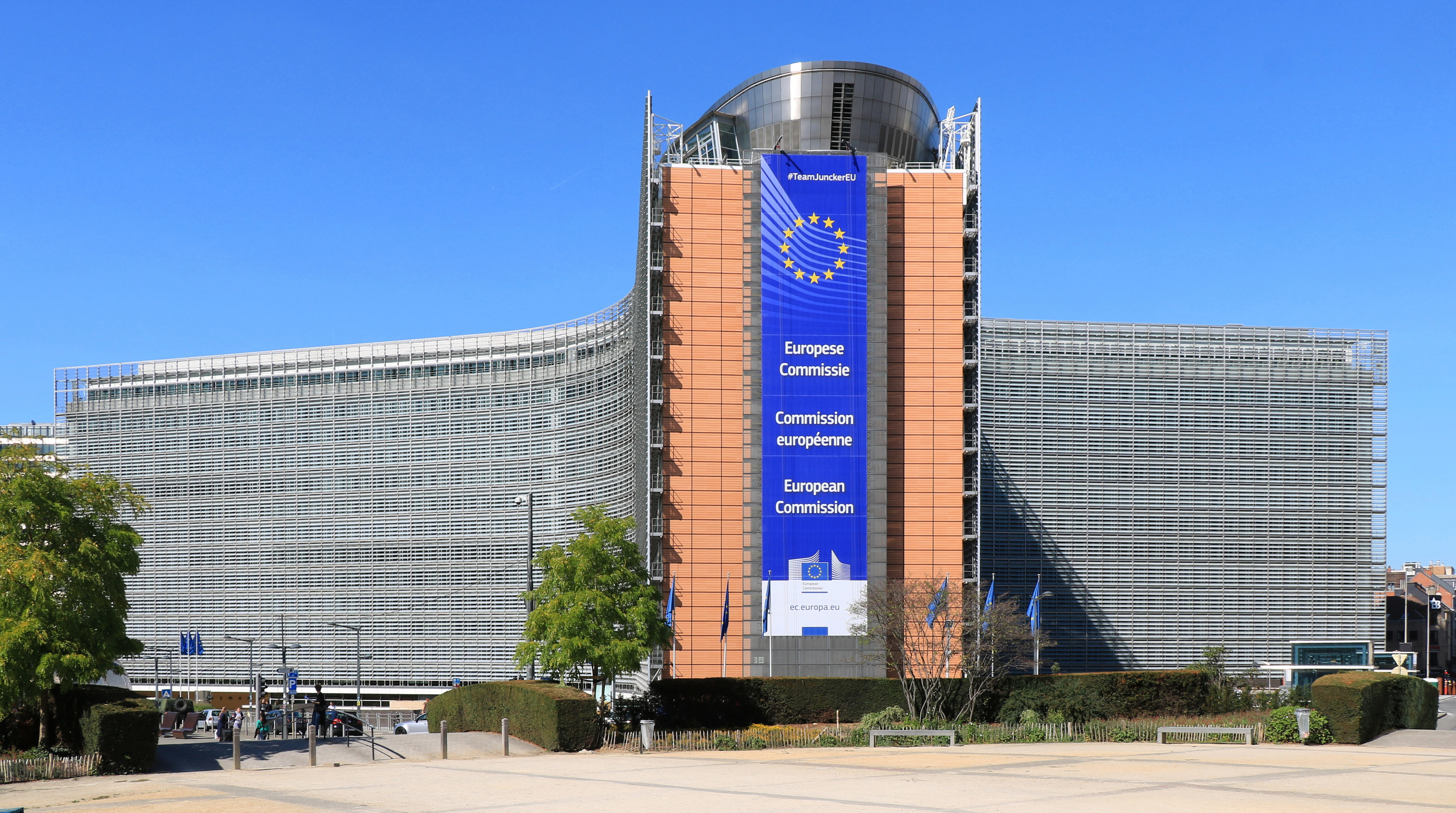
La Comisión Europea en Bruselas, donde el lobbying es muy activo.

Por lo general, existe una distinción entre, por un lado, los agentes económicos, como pueden ser los grupos industriales y financieros, empresas u organizaciones industriales, las organizaciones profesionales, sindicatos, federaciones, etc., y en segundo lugar las asociaciones de ciudadanos o también las organizaciones no gubernamentales para solicitar cambios legislativos. La primera categoría de estos grupos de presión no es tan popular como la segunda.
Esta clasificación que se deriva de la investigación anglosajona, se ha convertido en el rostro de la investigación europea, escasa en lo que se refiere a los grupos de cabildeo.
Es tema de un debate en Europa lo que respecta a las asociaciones de lobbying, de que causas tienen que estar dentro del interés general. El lobbying se enfrenta, por ejemplo, a la red de asociaciones ETAL (supervisión y transparencia de las actividades de cabildeo), así como a Citizen Science Foundation, y a ciertos políticos y comentaristas expertos.
Cada grupo de cabildeo cuenta con herramientas de influencia (organizaciones de reflexión e influencia llamados think tanks, grupos de presión y firmas de cabildeo, además de abogados, asociaciones y fundaciones, etc.)
Por otro lado gobiernos, ya sean nacionales, regionales o locales, también se pueden unir para hacer cabildeo, por ejemplo, cuando las Autonomías españolas se unen para influenciar políticas dentro de la Comisión Europea).

### Diferencia delgrupo de podery mutación hacia este
El objetivo de un grupo de presión se fundamenta en la búsqueda del control indirecto del poder para obtener beneficios lucrativos o morales mediante ganancias económicas, estratégicas o religiosas para el mismo grupo de presión, logrando todo esto mediante peticiones ante el Estado. Los grupos de interés así caracterizados se transforman en grupos de presión sólo a partir del momento en que los responsables actúan sobre el mecanismo gubernamental para imponer sus aspiraciones o reivindicaciones, de acuerdo con Meynaud (1978).
La transición a grupo de poder se da cuando estos son consultados por las autoridades o tenidos en consideración en el momento de decidir, siendo un factor notorio en la decisión política.

## Algunos grupos de presión destacados

### Patronales
A lo largo de la historia política del Estado moderno, las patronales o gremios de empleadores han tenido un peso importante en el desarrollo de las políticas públicas. Sus grupos de presión influyen en el desarrollo de leyes laborales hasta contrataciones de empresas privadas con el Estado o el poder público; incluso a nivel europeo, como la ERT (Mesa Redonda Europea de Industriales), si bien, en las Democracia/s occidentales, las obras públicas, deben de ser licitadas de una forma pública y en igualdad de condiciones. En determinados Estados el gobierno tiende a darles a los grupos de presión empresariales un papel protagónico, otorgándoles privilegios frente a otras empresas y sectores de la sociedad, formando lo que se conoce como "Estado capitalista corporativo".
En España, la CEOE defiende sus intereses tanto nacional como internacionalmente.

### Sindicales
Los sindicatos son uno de los grupos de presión más importantes, e históricamente han influido de manera decisiva en el ejercicio del poder público. De manera particular, a partir del primer tercio de siglo XIX, cuando las demandas sindicales se convierten en el eje de la políticas estatales en muchos países del mundo (Estado benefactor o estado de bienestar), los sindicatos alcanzan un poder decisivo. Esta situación puede generar una relación clientelar entre los grupos gobernantes y los representantes de las corporaciones sindicales.
A la fecha, en muchos países del mundo, los sindicatos, que representan intereses tan disímiles como los de los trabajadores agrícolas, educativos, burócratas, mineros, petroleros, etc., continúan ejerciendo una influencia mayor en el diseño de las políticas públicas.
Por otro lado, en países donde tradicionalmente tenían un gran peso, como Francia, Italia, Gran Bretaña, la influencia de estos últimos no deja de mermar. El ultraliberalismo, hijo del economista Milton Friedman y el Individualismo a ultranza, han hecho olvidar a la sociedad las luchas sindicales y los avances en el bien común propiciados por los sindicatos. El político italiano Antonio Gramsci lo explicó muy bien: 

La clase proletaria esta hoy diseminada, aislada en las ciudades y los campos, alrededor de máquinas o sobre un trozo de tierra; trabaja sin conocer el porqué de su trabajo, obligada a ser mano de obra servil por la amenaza siempre suspendida, de morir de hambre y de frío".

### Ecologistas
Los ecologistas son uno de los grupos de presión poderoso que ha logrado hasta el momento cierta participación activa en política y un gran impacto mediático, generalmente para imponer determinadas regulaciones o prohibiciones en materia ambiental o de sanidad en la legislación. Sus principales apoyos los encuentran en las ONG, en diversos organismos internacionales gubernamentales (como la ONU o distintas agencias de medio ambiente) y en las empresas interesadas en fomentar la industria verde. Actualmente tienen una fuerte aceptación en las sociedades occidentales, especialmente entre los más jóvenes, aunque hay que tener en cuenta que existen multitud de enfoques en el seno del movimiento. [cita requerida]

### Armamentísticas
Autores como Rafael Martín Patiño o el propio Carl Sagan han denunciado la existencia de vinculaciones más o menos claras entre empresas del sector armamentístico y de seguridad para lograr contratos de armas. Este tipo de grupo de presión no suele tener una forma jurídica definida, pero lo integran las empresas que ganan dinero con los conflictos bélicos, como sería las aeronáuticas, las fabricantes de armas ligeras, etc.
El científico Sagan enfatiza en los desarrollos e investigaciones espaciales para ofrecer contratos a la industria aeroespacial y evitar que exageren peligros en momentos de paz.
Pero frente a este lobby informal estará su opuesto, es decir, el integrado por empresa y asociaciones que, o bien están en contra de los conflictos bélicos o que sus principales ingresos los logran en tiempo de paz. Por esta razón, pese a no estar constituidos como tal, se los denomina lobby de la paz. A este grupo, que presiona para no desatar guerras, lo forman ONG¨s pacifistas, empresas hoteleras o las de bienes de lujo.
Pero la balanza está inequívocamente del lado de los fabricantes de cañones. Debemos considerar al complejo de la industria militar estadounidense como uno de los grupos de cabildeo más poderosos del mundo. Existe el llamado Triángulo de Hierro formado por el Pentágono, los contratistas militares y los cabilderos. Los grandes empresarios de esta industria son las multinacionales Lockheed Martin, Boeing y General Dynamics. Lockheed Martin es el Paroxismo del poder del grupo de presión de la industria de Defensa. En 2008 se convirtió en la compañía que más cobró por contratos con el Estado en la historia de EE. UU.: 36 000 millones de dólares (unos 27 300 millones de euros), según cálculos de FedSpending.org. La cifra supone un tercio de lo que el país se gastó en educación ese mismo año.
Según datos públicos recopilados por la organización OpenSecrets, la Lockheed Martin es por ejemplo, el principal contribuyente de las campañas electorales de Howard McKeon, el jefe del Comité de Servicios Armados de la Cámara de representantes. Otros dos de sus principales contribuyentes son, precisamente, Boeing y General Dynamics.
En Europa existen ejércitos poderosos y armamento sofisticado, pero rara vez los utiliza. Eso la hace menos apetitosa que EE. UU. para las grandes empresas de Defensa. El dinero gastado en cabildeo en Bruselas por esas empresas es mucho menor de lo que las mismas se gastan en Washington. Eso no impide que las principales empresas armamentísticas tengan oficina en Bruselas. Las grandes son EADS, Thales, Leonardo-Finmeccanica, y BAE Systems, combinadas, controlan dos tercios de los alrededor de 90 000 millones de euros del mercado europeo, según un informe de la organización Corporate Europe.

"el acceso privilegiado de la industria [militar] a la política europea en la ausencia casi total de la sociedad civil representa un serio problema democrático en Europa"

## Cabildeo en la prensa

### Prensa tradicional
«La información es poder». Este adagio no escapó a los grupos de presión. Hoy en día, grandes grupos industriales se han apoderado de lo que antes eran referentes de objetividad en la prensa escrita, radio y televisión (véase el grupo Lagardere en Francia, Rupert Murdoch y su conglomerado en la prensa anglófona, las distintas fusiones de la televisión española).

### Internet
Con la aparición de la WWW apareció un medio de comunicación que los cabilderos no dejaron escapar. Los distintos foros, redes sociales o enciclopedias abiertas como Wikipedia, así como ciertas páginas que aportan al lector una información sesgada hacia determinado grupo de interés, son las últimas herramientas del cabildeo (muchas veces encubierto). En un documental sobre el grupo de presión proisraelí AIPAC se ve cómo son formados decenas de voluntarios para redactar en Wikipedia. Se puede comprobar cómo artículos que tengan como referencias a personas como Noam Chomsky, Norman Finkelstein, Shlomo Sand no suelen tener una larga vida en Wikipedia. Hay que decir que en Estados Unidos los grupos de presión son muy aceptados. Organizaciones como la Asociación Nacional del Rifle, la Liga Antidifamación, las empresas aseguradoras y un largo etc. financian campañas de prensa así como políticos para influir en todos los aspectos del poder ejecutivo y legislativo.
También es de reseñar el cabildeo creacionista que une una extraña mezcla de evangelistas cristianos además de musulmanes y judíos ultraortodoxos. El renombrado diseño inteligente llena de páginas Internet e intenta que sea enseñado en las aulas estadounidenses. También suelen tener una lectura literalista de la Biblia y se oponen a toda idea que diga que las grandes figuras bíblicas no son más que leyendas. Libros y documentales, fruto de historiadores y arqueólogos, son desdeñados en numerosos foros, en favor de otros como El Éxodo descodificado, que no son otra cosa que propaganda al servicio (voluntario o no) de intereses particulares.

## Lobbycomo término despectivo
Actualmente se utiliza el término lobby de forma peyorativa, al dar una imagen de estos grupos de totalitarios e impositores de sus idearios. De hecho, estos grupos han existido siempre y son la base de la mayoría de las ideologías de la sociedad, plasmada en forma de programas electorales. Los grupos de cabildeo mejor organizados y unidos son los que con mayor velocidad logran implantarse en la sociedad, siendo también importante su acceso al poder mediático y su influencia política. Sin embargo, es un hecho conocido que en numerosos ámbitos empresariales se utiliza la influencia indirecta a través del lobbying (cabildeo) sobre legisladores y políticos como medio eficaz para conseguir políticas favorables a sus intereses por encima de la influencia directa sobre el voto del electorado, mucho más inaccesible, incluso a través de los programas electorales de los partidos. Casos debatidos son, por ejemplo, la influencia de las corporaciones internacionales a la hora de dictar las políticas del Fondo Monetario Internacional, cuya influencia es decisiva en el diseño de las leyes sobre transacciones comerciales y política comercial y de fronteras de muchos países, especialmente los del llamado tercer mundo, así como de la Comunidad Europea.[cita requerida]